# Boller i karry
Boller i karry (også: kødboller i karry) er en populær dansk middagsret, der originalt serveres med ris og består af kogte kødboller, oftest bestående af enten hakket svine- eller oksekød, der er omsvøbt af en tyk gul karryrig sovs, der er lavet af kødbollernes kogevand. Karry, løg, æble og evt. andre ingredienser tilføjes kogevand samt en jævning, der består af enten majsmel eller hvedemel, der er blandet med vand, der giver sovsen sin karakteristiske tyktflydende konsistens. Denne velkendte danske ret er blevet spist siden ca. 1935.
Frøken Jensens Koge- og Sydebog fra 1914 nævner Svinekød i Karry (878), der angiver, at der skal anvendes magert svinekød, og dernæst henviser til Ostindisk Karry (opskrift 833). Denne ret består af bov og halskød skåret i tern ca. 1 tomme, der vendes i mel og svitses, hvorefter kødet koges i ca. 1½ time. Serveres med kartoffelmos eller ris.

## Fodnoter
1. ↑  Oplysningen om årstal hentet fra Pedersen, Kirsten, Svinekøds-retternes Kanon i hjemkundskabs-undervisningen, Danske Slagterier, arkiveret fra originalen 18. juli 2009, hentet 2008-05-05 som sandsynligvis citerer s. 60 i bogen Boyhus, Else-Marie (1998), Grisen - en køkkenhistorie, Gyldendal, ISBN 87-00-35258-6, hvor årstallet 1935 dog ikke angives.

| Mad og drikke | Spire Denne artikel om mad og drikke er en spire som bør udbygges. Du er velkommen til at hjælpe Wikipedia ved at udvide den. |